# Antonio Caetani (1566-1624)
Antonio Caetani (Roma, 1566 - Roma, 17 de março de 1624) foi um cardeal do século XVII

## Biografia
Nasceu em Roma em 1566. Seu sobrenome também está listado como Caietani. Filho de Onorato Caetani e Agnesina Colonna di Paliano. Dos duques de Sermoneta. Descendente da família do Papa Bonifácio VIII. Sobrinho-neto do cardeal Niccolò Caetani (1536). Sobrinho do cardeal Enrico Caetani (1585). Primo do cardeal Ascanio Colonna (1586). Irmão do cardeal Bonifazio Caetani (1606). Tio do cardeal Luigi Caetani (1626). Outro membro da família foi o cardeal Antonio Caetani (1402).
Estudou em Roma com seu tio, o cardeal Enrico; e mais tarde, estudou direito em Bolonha; e na Universidade de Perugia, 1588-1590 (doutorado in utroque iure , direito canônico e civil, 1º de março de 1590 e 6 de maio de 1596).
Recebeu a tonsura clerical em 1586. Acompanhou seu tio Enrico Caetani em sua nunciatura à França, 1589. Recebeu as ordens menores em 1593. Acompanhou seu tio Enrico Caetani em sua nunciatura à Polônia, 1596. Fez visita oficial a Veneza, maio de 1597. Camareiro particular, 1599. Enviado a Modena, 1599. Abade commendatario de Nonantola desde 1599. Acompanhou o cardeal nipote Pietro Aldobrandini a Florença para receber a rainha Maria de Médici, esposa do rei Henrique IV da França, 1600.
Eleito arcebispo de Cápua em 31 de agosto de 1605. Consagrado em 11 de setembro de 1605 pelo cardeal Roberto Bellarmino. Núncio na Áustria, de setembro de 1606 a setembro de 1610. Retornou a Cápua em março de 1611. Núncio na Espanha, de agosto de 1611 a julho de 1618. Retornou a Cápua em 1618.
Criado cardeal sacerdote no consistório de 19 de abril de 1621; recebeu o gorro vermelho e o título de S. Pudenziana, em 17 de maio de 1621. Legado em Bolonha, em 13 de outubro de 1621. Renunciou à legação antes de 22 de maio de 1623. Participou do conclave de 1623, que elegeu o Papa Urbano VIII. Homem de grande cultura e interesses literários, escreveu poesia satírica e escreveu uma ópera teatral. Promotor da Accademia degli umoristi di Roma .
Morreu em Roma em 17 de março de 1624, de malária contraída em Agro pontino, Roma. Enterrado na capela de sua família em seu título de S. Pudenziana.